# Ларсон, Джонатан
Джонатан Дэвид Ларсон (англ. Jonathan David Larson, 4 февраля 1960 ― 25 января 1996) ― американский композитор, лирицист и драматург, известный исследованием социальных проблем в своих работах. Типичные примеры использования им этих тем можно найти в его мюзиклах «Богема» и «Тик-так, бум!». Он получил три посмертные премии «Тони» и посмертную Пулитцеровскую премию за рок-мюзикл «Богема».

## Ранние годы и образование
Ларсон родился в еврейской семье Аллана и Нанетт (1927—2018) Ларсон, в Уайт-Плейнс, штат Нью-Йорк. У него была сестра Джули. В детстве он играл на трубе и тубе, пел в школьном хоре и брал уроки игры на фортепиано. Его любимыми рок-музыкантами были Элтон Джон, The Beatles, The Doors, The Who и Билли Джоэл, а также классические композиторы музыкального театра, особенно Стивен Сондхайм.
В 1978 году Ларсон окончил среднюю школу Уайт-Плейнс. Там он активно участвовал в драматических и музыкальных постановках. Затем учился в Университете Адельфи в Гарден-Сити, штат Нью-Йорк, с четырёхлетней стипендией в качестве актёра, в дополнение к выступлениям в многочисленных пьесах и музыкальном театре. Во время учёбы в колледже Ларсон начал сочинять музыку. Сначала для небольших студенческих постановок, а затем и партитуры. Жак Бердик был наставником Ларсона. После окончания университета со степенью бакалавра изящных искусств Ларсон принимал участие в летней театральной программе в театре Барн в Огасте, штат Мичиган, в качестве пианиста, за что получил карточку справедливости для членства в Ассоциации актёров справедливости.
Затем Ларсон переехал в лофт без отопления на пятом этаже здания на углу Гринвич-стрит и Спринг-стрит на Нижнем Манхэттене. В течение девяти с половиной лет он работал официантом в закусочной «Лунный танец» по выходным, а в будние дни сочинял и писал мюзиклы. В закусочной Ларсон познакомился с Джесси Мартином, который позже исполнит роль Тома Коллинза в мюзикле «Богема». Ларсон и его соседи по комнате жили в суровых условиях, не имея ни денег, ни какого-либо имущества.

## Карьера
Ларсон написал множество театральных пьес с разной степенью успеха. Между 1983 и 1990 годами он написал пьесу Superbia, первоначально задуманную как футуристический рок-пересказ книги Джорджа Оруэлла «1984», хотя ему было отказано в разрешении адаптировать сам роман. Superbia получила премию Ричарда Роджерса за производство и грант на разработку Ричарда Роджерса . Однако, Superbia так и не была полностью спродюсирована.
Его следующей работой, завершенной в 1991 году, стал автобиографический рок-монолог под названием «30/90», который позже был переименован в «Тик, тик… БУМ!» Продюсер Джеффри Селлер посмотрел его и выразил заинтересованность в продюсировании мюзиклов Ларсона. После смерти Ларсона он был переработан в сценический мюзикл драматургом Дэвидом Оберном и аранжировщиком и музыкальным руководителем Стивеном Оремусом. Премьера сценической версии состоялась за пределами Бродвея в 2001 году и была выпущена в Вест-Энде.
Ларсон также написал музыку для программы «Улица Сезам», детских аудио-книг, мюзикл под названием «Маугли» и четыре песни для детского видео «Прочь, мы идем!», которое он также задумал с соавтором и композитором Бобом Голденом. Он сыграл в мюзикле Джона Грея «Билли Бишоп идет на войну», в котором снялся его близкий друг актёр Роджер Барт. За свои ранние работы Ларсон получил грант и премию Американского общества композиторов, авторов и издателей, а также премию Театрального фонда Гилмана и Гонсалеса-Фальи.
В 1988 году драматургу Билли Аронсону пришла в голову идея переписать оперу «Богема» на новый лад. Он хотел создать мюзикл, вдохновленный оперой, в котором великолепие мира Пуччини было бы заменено грубостью и шумом современного Нью-Йорка.
В 1993 году был впервые показан мюзикл «Богема» в Нью-Йоркской театральной мастерской, а затем последовала студийная постановка, которая играла три недели спустя. Тем не менее, версия, которая теперь известна во всем мире, является результатом трехлетнего процесса сотрудничества и редактирования между Ларсоном, продюсерами и режиссёром. Она была публично исполнена уже после смерти Ларсона. Премьера шоу состоялась на Офф-Бродвее. Родители Ларсона дали свое благословение на открытие мюзикла.
За свою работу над «Богемой» Ларсон был посмертно награждён Пулитцеровской премией, тремя премиями «Тони», премией Драматического бюро, премией Нью-Йоркского круга драматических критиков, премией Внешнего круга критиков и премией Оби.

## Смерть
Ларсон умер утром 25 января 1996 года, в день первого предварительного представления «Богемы» на  Офф-Бродвее в результате расслоения аорты, которое было вызвано недиагностированным синдромом Марфана. За несколько дней до смерти он страдал от сильных болей в груди, головокружения и одышки, но врачи Медицинского центра Кабрини и больницы Святого Винсента не смогли обнаружить признаков аневризмы аорты даже после проведения рентгенографии грудной клетки и электрокардиограммы. Медицинские исследователи штата Нью-Йорк пришли к выводу, что если бы расслоение аорты было должным образом диагностировано и предотвращено, то Ларсон был бы жив.

## Награды
| Год  | Награда                        | Категория               | Работа          | Результат |
| ---- | ------------------------------ | ----------------------- | --------------- | --------- |
| 1996 | Pulitzer Prize                 | Драма                   | «Богема»        | Победа    |
| 1996 | Tony Award                     | Лучшее либретто мюзикла | «Богема»        | Победа    |
| 1996 | Tony Award                     | Лучший мюзикл           | «Богема»        | Победа    |
| 1996 | Tony Award                     | Лучшая партитура        | «Богема»        | Победа    |
| 1996 | Drama Desk Award               | Выдающаяся книга        | «Богема»        | Победа    |
| 1996 | Drama Desk Award               | Выдающаяся музыка       | «Богема»        | Победа    |
| 1996 | Drama Desk Award               | Выдающаяся лирика       | «Богема»        | Победа    |
| 1996 | New York Drama Critics' Circle | Лучший мюзикл           | «Богема»        | Победа    |
| 2002 | Drama Desk Award               | Выдающаяся книга        | «Тик-так… Бум!» | Номинация |
| 2002 | Drama Desk Award               | Выдающаяся музыка       | «Тик-так… Бум!» | Номинация |
| 2002 | Drama Desk Award               | Выдающаяся лирика       | «Тик-так… Бум!» | Номинация |